# (2333) Porthan
(2333) Porthan es un asteroide perteneciente al cinturón de asteroides, descubierto el 3 de marzo de 1943 por Yrjö Väisälä desde el Observatorio de Iso-Heikkilä, en Turku, Finlandia.

## Designación y nombre
Designado provisionalmente como 1943 EP. Fue nombrado Porthan en honor al lingüista e historiador finlandés Henrik Gabriel Porthan.